# Monolito de Fobos
El monolito de Fobos es una característica de la superficie de la luna Fobos de Marte.
El monolito de Fobos es un objeto brillante cerca del cráter Stickney. Se describe como una roca que es tan alta como una casa, la cual proyecta una sombra llamativa cuando el sol está allí en una situación baja. Fue descubierto por primera vez por Efraín Palermo. Su descubrimiento fue confirmado más tarde por Lan Fleming, un oficial de imágenes del Centro Espacial Johnson de la NASA. Un monolito se define generalmente como una roca única y grande en la Tierra que está compuesto enteramente de un mismo tipo de roca. Se desconoce si éste es también el caso del monolito de Fobos.
El origen del objeto tampoco está claro todavía. Es posible que sea un pedazo de eyección de un impacto en la luna.
El área alrededor del monolito de Fobos está siendo considerada como zona de aterrizaje para una misión espacial canadiense no tripulada llamada PRIME (Phobos Reconnaissance and International Mars Exploration). Según esos planes, la misión PRIME estaría compuesta por un orbitador y un módulo de aterrizaje que estudiarían la luna y su geología con cuatro instrumentos cada uno. Actualmente, PRIME no está presupuestado. Adicionalmente tampoco se ha dado una fecha de lanzamiento para la misión espacial.
El monolito de Fobos puede verse en las imágenes SPS252603 y SPS255103 del Mars Global Surveyor de 1998. El objeto no tiene relación con un monolito que hay en Marte, el cual fue identificado por la NASA como un ejemplo común de una estructura superficial marciana.